# 2-й провулок Чехова (Житомир)
2-й провулок Че́хова — провулок в Богунському районі міста Житомира. Названий на честь письменника Чехова Антона Павловича.    

## Розташування
Розташований у північно-західній частині міста, в історичній місцевості Рудня; місцевість, де розташований провулок має також неформальну назву Болото. Бере початок з вулиці Чехова, прямує на захід та завершується перехрестям з вулицею Короленка.    
Від провулка бере початок Виробничий провулок.    
У трубопроводах паралельно провулку протікає річка Коденка.    

## Громадський транспорт
По провулку не курсує. Найближча зупинка громадського транспорту (маршрутного таксі) по вулиці Короленка — на відстані до 450 м.     

## Забудова
На початку провулка переважає садибна житлова забудова, що формувалася після Другої світової війни. У західній частині провулка — п'ятиповерхові багатоквартирні житлові будинки.     

## Історія
У давнину за місцерозташуванням провулка, на болотистих берегах річки Коденки, видобували болотну руду, з якої виробляли залізо. Промисел мав назву «рудні», поселення, що утворилося — Рудня.
До 1950-х років місцевість, де розташований провулок, була вільною від забудови. Територію заболоченої низини Коденки займали сади й городи. Найближча житлова забудова була зосереджена вздовж Руднянської вулиці (нині Короленка), Саноцького (нині Метеорологічного) провулка та сформувалася до початку XX століття
Провулок почав формуватися у 1950-х роках, коли уздовж берега річки Коденки почалося садибне будівництво.      
У 1958 році провулок отримав нинішню назву. Провулок сформувався до садиб № 13 та № 8 відповідно. Далі на захід територія лишалася вільною від забудови. На низині розташовувалися парники, оранжереї, а також сливовий сад.
На початку 1970-х років на низинному березі Коденки запроєктований житловий масив з назвою «Чеховський». У 1973 році згідно з проєктом збудовані п'ятиповерхові багатоквартирні житлові будинки №№ 12, 14, 16. За місцевістю закріпилася поширена серед місцевих мешканців назва — Болото, що пояснюється особливостями розташування місцевості на заболоченому низинному березі річки Коденки, яка була взята в трубопроводи на початку 1970-х років.     